# Luis Manzano
Luis Philippe Santos Manzano (nacido el 21 de abril de 1981 en San Juan (Gran Manila)), también conocido por su apodo como Lucky, es un actor, cantante, presentador de televisión, VJ y modelo filipino. Es hijo de los reconocidos actores, Edu Manzano y Vilma Santos.
Manzano comenzó su carrera como modelo comercial para una marca de ropa. Más adelante participó como Maestro de ceremonias y luego incursionó en la actuación bajo la dirección de la red televisiva ABS-CBN. También trabajó como VJ en el canal Myx. Ha sido uno de los actores más reconocidos por interpretar a su personaje principal llamado "Roldan", en la serie televisiva titulada "Komiks Presents: Flash Bomba".

## Biografía
Manzano es hijo de los reconocidos actores, Vilma Santos y Edu Manzano. Estudió en La Universidad La Salle de Saint Benilde en Malate, Manila, cursando la carrera de Administración de Hotelería y Restaurant. El senador, Ralph Recto, es su padrastro después de que el matrimonio de sus padres se disolviera. Su medio hermano se llama, Ryan Recto.
Su parteja actual, es Jessy Mendiola . Manzano es miembro de la Tau Gamma Phi.

## Filmografía

### Película
| Año  | Película                         | Personaje        | Notes and Awards |
| ---- | -------------------------------- | ---------------- | --- |
| 2006 | All About Love                   | Wesley           | "Kalesa" |
| 2007 | Ang Cute Ng Ina Mo               | Val              | |
| 2009 | In My Life                       | Mark Salvacion   | #15 Highest-grossing Filipino film of all time Gawad SURI Award for Best Supporting Actor Gawad TANGLAW Award for Best Supporting Actor GMMSF Box-Office Entertainment Award for Film Actor of the Year (shared with John Lloyd Cruz) PMPC Star Award for Movies for Movie Supporting Actor of the Year Nominated—ENPRESS Golden Screen Award for Best Performance by an Actor in a Supporting Role (Drama, Musical or Comedy) Nominated—Gawad PASADO Award for Best Supporting Actor |
| 2010 | Hating Kapatid                   | Edzel            | |
| 2010 | Petrang Kabayo                   | Ericson          | |
| 2011 | Who's That Girl?                 | John Eduque Jr.  | |
| 2012 | Moron 5 and the Crying Lady      | Albert Macapagal | |
| 2012 | This Guy's In Love With You Mare |                  | |

### Televisión
| Año  | Título                                     | Personaje                     | Notes                                              | Network |
| ---- | ------------------------------------------ | ----------------------------- | -------------------------------------------------- | ------- |
| 2003 | Myx                                        | VJ                            | Lifetime VJ (2003–present)                         | Myx     |
| 2004 | Star Circle Quest                          | Himself                       | Host (2004—2006)                                   | ABS-CBN |
| 2005 | ASAP                                       | Himself                       | 2005—present                                       | ABS-CBN |
| 2005 | Bora                                       | Luigi                         | Recurring role                                     | ABS-CBN |
| 2005 | Qpids                                      | Himself                       | Host                                               | ABS-CBN |
| 2005 | Kampanerang Kuba                           | Pablo                         | Main role                                          | ABS-CBN |
| 2006 | Your Song                                  | Justin                        | Episode "I'll Never Get Over You, Gettin' Over Me" | ABS-CBN |
| 2006 | Komiks                                     | John                          | Episode "Paa ni Isabella"                          | ABS-CBN |
| 2006 | Pinoy Big Brother: Celebrity Edition       | Himself                       | Host                                               | ABS-CBN |
| 2006 | Crazy for You                              | Wacky                         | Main role                                          | ABS-CBN |
| 2007 | Your Song                                  |                               | Episode "If We Fall in Love"                       | ABS-CBN |
| 2007 | Your Song                                  | Louie                         | Episode "Ikaw"                                     | ABS-CBN |
| 2007 | Rounin                                     | Juris                         | Main role                                          | ABS-CBN |
| 2007 | Your Song                                  | Abel / Adam                   | Episode "Pasan"                                    | ABS-CBN |
| 2007 | Maalaala Mo Kaya                           | Rodel                         | Episode "Larawan"                                  | ABS-CBN |
| 2008 | Entertainment Live                         | Himself                       | Host (2008—2012)                                   | ABS-CBN |
| 2008 | Dyosa                                      | Kulas                         | Main role (2008—2009)                              | ABS-CBN |
| 2009 | Komiks Presents: Flash Bombakla            | Flash Bombakla/Roldan Legaspi | Main role                                          | ABS-CBN |
| 2009 | Maalaala Mo Kaya                           | Rey                           | Episode "Videoke"                                  | ABS-CBN |
| 2010 | Your Song Presents: My Last Romance        | Nico Suárez                   | Main role                                          | ABS-CBN |
| 2010 | Pilipinas Got Talent                       | Himself                       | Host                                               | ABS-CBN |
| 2010 | Panahon Ko 'To!: Ang Game Show ng Buhay Ko | Himself                       | Host (2010)                                        | ABS-CBN |
| 2010 | Wansapanataym                              | Leo                           | Episode "Kokak"                                    | ABS-CBN |
| 2011 | Laugh Out Loud                             | Host/Himself                  | Host (2010—2011)                                   | ABS-CBN |
| 2011 | Pilipinas Got Talent Season 2              | Host/Himself                  |                                                    | ABS-CBN |
| 2012 | Kapamilya, Deal or No Deal                 | Host/Himself                  | Host (2012—present)                                | ABS-CBN |
| 2012 | Sarah G. Live                              | Himself/Co-Host               | Co-Host (2012—present)                             | ABS-CBN |
| 2013 | Pilipinas Got Talent Season 4              | Himself/Host                  | TBA                                                | ABS-CBN |

## Premios
| Año  | Premio                               | Categoría                                              | Work                            | Result  |
| ---- | ------------------------------------ | ------------------------------------------------------ | ------------------------------- | ------- |
| 2003 | PMPC Star Awards for TV              | Best Male New TV-Personality                           | ASAP                            | Ganador |
| 2004 | PMPC Star Awards for TV              | Best Talent-Search Program Host                        | Star Circle Quest Kids & Teens  | Ganador |
| 2005 | PMPC Star Awards for TV              | Best Male New TV-Personality                           | Star Circle National Teen Quest | Ganador |
| 2006 | PMPC Star Awards for TV              | Best Male TV-Host                                      | ASAP '06                        | Ganador |
| 2008 | PMPC Star Awards for TV              | Male Star Of The Night                                 |                                 | Ganador |
| 2009 | PMPC Star Awards for TV              | Best Male TV-Host                                      | ASAP '09                        | Ganador |
| 2010 | GAWAD Tanglaw                        | Best Supporting Actor                                  | In My Life                      | Ganador |
| 2010 | PMPC Star Awards for Movies          | Best Supporting Actor                                  | In My Life                      | Ganador |
| 2010 | 41st Box Office Entertainment Awards | Film Actor of the Year                                 | In My Life                      | Ganador |
| 2010 | PMPC Star Awards for TV              | Best Talent Search Program Hosts (with Billy Crawford) | Pilipinas Got Talent            | Ganador |
| 2011 | Yahoo! OMG! Awards                   | Favorite Male TV Host                                  | Pilipinas Got Talent            | Ganador |